# 1994 en combiné nordique
| Années du combiné nordique : 1991 - 1992 - 1993 - 1994 - 1995 - 1996 - 1997    |
| Décennies du combiné nordique : 1960 - 1970 - 1980 - 1990 - 2000 - 2010 - 2020 |

Cette page reprend les résultats de combiné nordique de l'année 1994.

## Coupe du monde
Le classement général de la Coupe du monde 1994 est quasiment identique à celui de l'année précédente : la Coupe fut remportée par le Japonais Kenji Ogiwara, tenant du titre, devant son compatriote Takanori Kono, qui était arrivé troisième en 1993. Le Norvégien Fred Børre Lundberg, deuxième l'année précédente, recule d'une place.

### Coupe de la Forêt-noire
La coupe de la Forêt-noire 1994 fut remportée par le Japonais Kenji Ogiwara.

### Festival de ski d'Holmenkollen
L'épreuve de combiné de l'édition 1994 du festival de ski d'Holmenkollen fut remportée par le jeune Autrichien Mario Stecher. Il s'impose devant le Norvégien Fred Børre Lundberg et le Japonais Takanori Kono.

### Jeux du ski de Lahti
L'épreuve de combiné des Jeux du ski de Lahti 1994 ne fut pas organisée.

### Jeux du ski de Suède
L'épreuve de combiné des Jeux du ski de Suède 1994 ne fut pas organisée.

## Jeux olympiques
Les Jeux olympiques d'hiver eurent lieu à Lillehammer, en Norvège.
L'épreuve individuelle fut remportée par le Norvégien Fred Børre Lundberg devant le Japonais Takanori Kono. Un compatriote du vainqueur, Bjarte Engen Vik, décroche la médaille de bronze.
L'épreuve par équipes fut remportée par l'équipe du Japon, composée de Masashi Abe, Takanori Kono et Kenji Ogiwara. Elle devance l'équipe de Norvège (Fred Børre Lundberg, Bjarte Engen Vik & Knut Tore Apeland). L'équipe de Suisse (Jean-Yves Cuendet, Hippolyt Kempf & Andreas Schaad) termine troisième.

## Championnat du monde juniors
Le Championnat du monde juniors 1994 a eu lieu à Breitenwang, en Autriche.
L'épreuve individuelle a vu la victoire de l'Autrichien Mario Stecher devant le Tchèque Milan Kučera. Le Finlandais Tapio Nurmela termine troisième.
L'épreuve par équipes a vu l'équipe de Norvège (Kenneth Braaten, Jermund Lunder et Glenn Skram) s'imposer devant celle de Finlande (Topi Sarparanta, Simo Jaeaeskelainen & Hannu Manninen) tandis que l'équipe d'Autriche (Christoph Eugen, Mario Stecher & Felix Gottwald).

## Coupe du monde B
Le classement général de la Coupe du monde B 1994 fut remporté par le Norvégien Glenn Skram devant le Japonais Tsugiharu Ogiwara. L'Autrichien Günther Csar termine ex æquo avec l'Allemand Falk Weber à la troisième place.

## Coupe OPA
Le jeune Autrichien Michael Angermann remporte la coupe OPA 1994.
Chez les plus jeunes, c'est le coureur français Jean-Marc Mougel qui s'impose.